# Crónica de Melrose

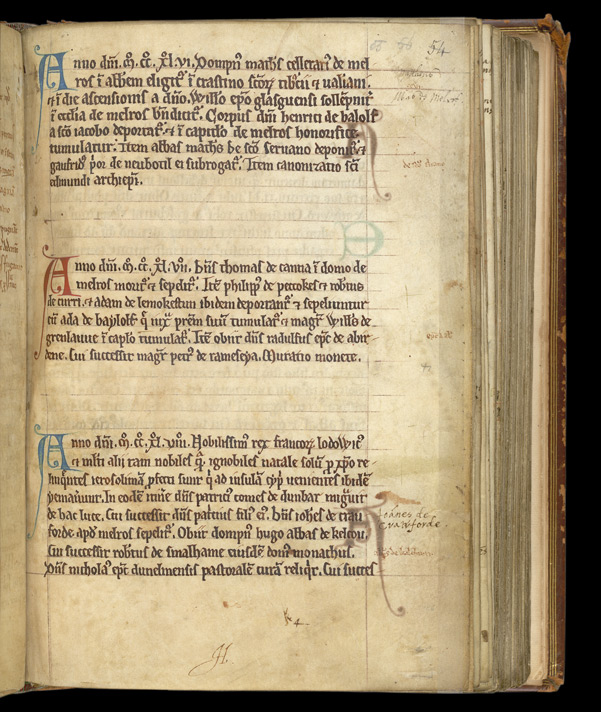
Página de la Crónica de Melrose.

La Crónica de Melrose es una crónica medieval escocesa, contenida en la Biblioteca Cotton, actualmente en el British Museum. Se desconoce su autor o autores, aunque por ciertas evidencias en la escritura puede pensarse que fue redactada por los monjes de la Abadía de Melrose. La crónica comienza en el año 735 y termina en el 1270, y consta de dos mitades distintas. La primera parte, desde el año 745 al 1140 (en que se fundó la Abadía de Melrose es una compilación de la Crónica anglosajona así como de otros escritos históricos de Simeón de Durham y de Roger de Hoveden. La segunda mitad comienza en el año 1140 y concluye en el 1270. Contiene un texto original y es considerado por los historiadores más creíble que la primera parte.